# Far-eastern blot
El far-eastern blot, o far-eastern blotting, es una técnica para el análisis de lípidos separados por cromatografía en capa fina de alta resolución (HPTLC). Al ejecutar la técnica, los lípidos se transfieren de las placas de HPTLC a una membrana de PVDF para su posterior análisis, por ejemplo, mediante ensayos enzimáticos o de unión de ligandos y espectrometría de masas. Fue desarrollado en 1994 por Taki & col. en la Universidad Médica y Dental de Tokio, Japón.

## Análisis
El colesterol, los glicerofosfolípidos y los esfingolípidos son los principales constituyentes de la membrana celular y, en ciertos casos, funcionan como segundos mensajeros en la proliferación celular, la apoptosis y la adhesión celular en la inflamación y la metástasis tumoral. El far-eastern blot se estableció como un método para transferir lípidos desde una placa de HPTLC a una membrana de difluoruro de polivilideno (PVDF) en un minuto. Se han estudiado sus aplicaciones con otros métodos. El far-eastern blot permite la purificación de glicoesfingolípidos y fosfolípidos, el análisis estructural de lípidos junto con la espectrometría de masas directa, los estudios de unión con varios ligandos, como anticuerpos, lectinas, bacterias, virus y toxinas, y la reacción enzimática en las membranas.
El far-eastern blot se adapta al análisis de lípidos, así como de metabolitos de fármacos y compuestos naturales de plantas y hormonas ambientales.

## Etimología
El nombre es una doble referencia al eastern blot y al concepto geográfico del Lejano Oriente.